# Antrachinonă
Antrachinona, de asemenea cunoscută și ca antracendionă sau dioxoantracen, este un compus organic aromatic cu formula chimică C14H8O2. Sunt posibili câțiva izomeri, fiecare fiind considerat ca fiind derivați de chinonă. A fost produsă pentru prima dată în 1836 de către chimistul francez Auguste Laurent (1807-1853) prin oxidarea antracenului cu acid azotic, acid cromic și alți agenți de oxidare.
Denumirea de antrachinonă, totuși, se referă numai la un izomer specific, 9,10-antrachinona (IUPAC: 9,10-dioxoantracen), în structura sa grupele cetonă fiind situate pe nucleul central. Antrachinona este un derivat al antracenului, având cristale galbene, și este folosită ca materie primă pentru unii coloranți.

## Sinteză
9,10-antrachinona este obținută industrial prin oxidarea antracenului prin intermediul unei reacții determinată la nucleu. Oxidantul tipic este cromul (IV):
De asemenea se poate prepara și prin reacția Friedel-Crafts a benzenului cu anhidrida ftalică în prezență de clorură de aluminiu AlCl3 ca și catalizator. Acidul o-benzoilbenzoic rezultat este supus unei reacții de ciclizare cu acid sulfuric, în urma căreia se formează antrachinona:

## Proprietăți chimice
Prin reacția de hidrogenare dă derivatul dihidroantrachinonă. Prin reducere cu cupru se obține antrona. Sulfonarea cu acid sulfuric duce la formarea acidului 1-antrachinonsulfonic, care reacționează cu cloratul de sodiu cu obținerea de 1-cloroantrachinonă.

## Utilizări
Unii derivați de antrachinonă sunt utilizați ca medicamente, precum: laxative (emodină, aloe emodină) și chimioterapice anticanceroase (mitoxantronă, antracicline).